# Ernst Schlange (Politiker, September 1888)
Ernst Hans Paul Schlange (* 1. September 1888 in Schwaneberg, Kreis Prenzlau; † März 1947 im Speziallager Sachsenhausen) war ein deutscher Politiker (NSDAP).

## Leben
Ernst Schlange war der älteste Sohn des Rittergutbesitzers Armin Schlange und dessen Ehefrau Rose geb. Cabanis. Nach dem Besuch der Volksschule und dem Abitur am Humanistischen Gymnasium begann er an der Königlichen Universität zu Greifswald Rechtswissenschaft und Staatswissenschaften zu studieren. 1908 wurde er im Corps Pomerania Greifswald recipiert. Als Inaktiver wechselte er an die Friedrichs-Universität Halle.  Während des Studiums arbeitete er als Volontär bei der Mitteldeutschen Privat-Bank Halle. Bis auf die Zeiten in Halle war er während des ganzen Studiums bei Pomerania aktiv. 1912 wurde er am Tag der Ersten Staatsprüfung philistriert. Seit 1913 war er bei der Darmstädter Bank für Handel und Industrie in Berlin angestellt. Nach dem Vorbereitungsdienst bestand er 1914 die Große Juristische Staatsprüfung in Prenzlau. 1915 wurde er in Greifswald zum Dr. iur. promoviert.
Da seine linke Hand durch einen Jagdunfall verstümmelt war, schaffte er es erst im neunten Anlauf, als Kriegsfreiwilliger eingezogen zu werden. Ab November 1914 war er an der Westfront, 1915 wurde er zur Ostfront versetzt. Nach einer Verwundung am 31. Mai 1915 bei Stepj in Galizien verlor er den rechten Arm und den rechten Lungenflügel. Als Leutnant der Reserve im Kaiser Franz Garde-Grenadier-Regiment Nr. 2 heiratete er 1917 in Berlin-Lichterfelde die Tochter eines Kaiserlichen Regierungsrats Elisabeth Wilhelmine Helene Stercken. Nach dem Krieg trat Schlange 1918 als Gerichtsassessor in den preußischen Staatsdienst. Er war ab 1923 Regierungsrat beim Treuhänder für das feindliche Vermögen. Er wurde im Januar 1925 Mitglied des Reichsausgleichsamts und wechselte im August 1929 noch als Regierungsrat in die Reichsfinanzverwaltung.
1922 gehörte Schlange der völkisch-antisemitischen Deutschsozialen Partei (DtSP) um Richard Kunze an und gründete die DtSP-Ortsgruppen in Wilmersdorf, Zehlendorf und Steglitz. Anfang Februar 1925 initiierte Schlange in Berlin die kurzlebige Großdeutsche Volksgemeinschaft, die bereits am 17. Februar in der neu gegründeten NSDAP aufging. Schlange trat der NSDAP zum 14. März 1925 bei (Mitgliedsnummer 4.387). Von März 1925 bis Juni 1926 war Schlange Gauleiter der NSDAP im Gau Berlin-Brandenburg, der etwa 350 Mitglieder hatte. Seine Amtszeit als Berliner Gauleiter war geprägt von Auseinandersetzungen um den Kurs der Partei. Als enger Vertrauter Otto Strassers sprach er sich gegen eine Gründung der SA in Berlin aus, konnte sich jedoch nicht durchsetzen. Insbesondere aus dem Frontbann entstanden Formationen der SA, die in expliziter Gegnerschaft zu Schlange standen. Dabei war weniger die politische Ausrichtung umstritten, als der zurückhaltende Kurs der NSDAP, die Macht auf legalem Wege zu erlangen. Schlange, der wegen seines schwachen Führungsstils auch innerhalb des eigenen Parteiflügels kritisiert wurde, trat im Juni 1926 als Gauleiter zurück.
Schlange übersiedelte nach Potsdam, übernahm dort den Aufbau der NSDAP und wurde Vorsitzender der dortigen Stadtverordnetenfraktion. Im Oktober 1930 wurde er als Nachfolger von Emil Holtz zum Gauleiter des Gaus Brandenburg ernannt. 1932 wurde er in den Preußischen Landtag gewählt, dem er bis zur Auflösung der Körperschaft im Oktober 1933 angehörte. In Auseinandersetzungen zwischen Schlange und seinem Organisationsleiter Josef Schönwälder um die Parteistrukturen im Gau griff die Reichsleitung zugunsten Schönwälders ein und wies darauf hin, dass sich die Verhältnisse in der Partei seit Schlanges vorheriger Tätigkeit als Gauleiter erheblich geändert hätten. Am 16. März 1933 wurde Schlange als Gauleiter abberufen; später wurde der Gau mit dem Gau Ostmark zum neuen Gau Kurmark zusammengelegt. 1934 wurde er zum Präsidenten der Generaldirektion der Preußisch-Süddeutschen Klassenlotterie ernannt und zuletzt war er Präsident am deutschen Reichsanzeiger.
Schlange starb 1947 in sowjetischer Haft.

## Corpsstudent
So ergeben wie unmissverständlich forderte Schlange in einem Brief vom 28. September 1934 „seinen Führer“ Adolf Hitler dazu auf, die verbindungsfeindliche Verfügung Andreas Feickerts zurücknehmen zu lassen. Als Nachfolger von Max Blunck wurde Schlange im Herbst 1935 Vorsitzender („Führer“) des KSCV und des Verbandes Alter Corpsstudenten (VAC). Am 24. Oktober 1935 dekretierte er, dass „sämtliche reichsdeutschen Corps suspendiert sind“. Den VAC ließ Schlange bewusst weiter bestehen; auf ihn traf seine Begründung für die Suspendierung der aktiven Corps nicht zu. Schlange erarbeitete eine neue VAC-Satzung (die vom Reich und von Preußen genehmigt wurde und rechtsverbindlich war), eine Ehren- und Waffenordnung des VAC und ein Ehrenschutzabkommen zwischen dem VAC und dem Reichsverband Deutscher Offiziere (April 1936).

## Familie
Ernst Schlanges gleichnamiger Vetter Ernst Schlange (1888–1967) war Landwirt und saß 1932 für die NSDAP im Reichstag, dessen älterer Bruder Hans Schlange-Schöningen (1886–1960) war ebenfalls Politiker und zuletzt in der Nachkriegszeit Deutscher Botschafter in London.